# Ponchos azules
Ponchos azules es una película de Argentina en blanco y negro dirigida por Luis Moglia Barth según el guion de Cayetano Córdova Iturburu que se estrenó el 2 de diciembre de 1942 y que tuvo como protagonistas a Florén Delbene, Ernesto Raquén, Pedro Maratea y Alita Román.

## Reparto
- Florén Delbene
- Ernesto Raquén
- Pedro Maratea
- Alita Román
- Eloy Álvarez
- Alfredo Mileo
- Haydée Larroca
- Julio Scarcella
- José Castro
- Elvira Quiroga
- José Guisone
- Merceditas Álvarez
- Arturo Montiel
- Julio Renato
- Adolfo Linvel
- Miguel Coiro